# Festung San Carlos (Perote)

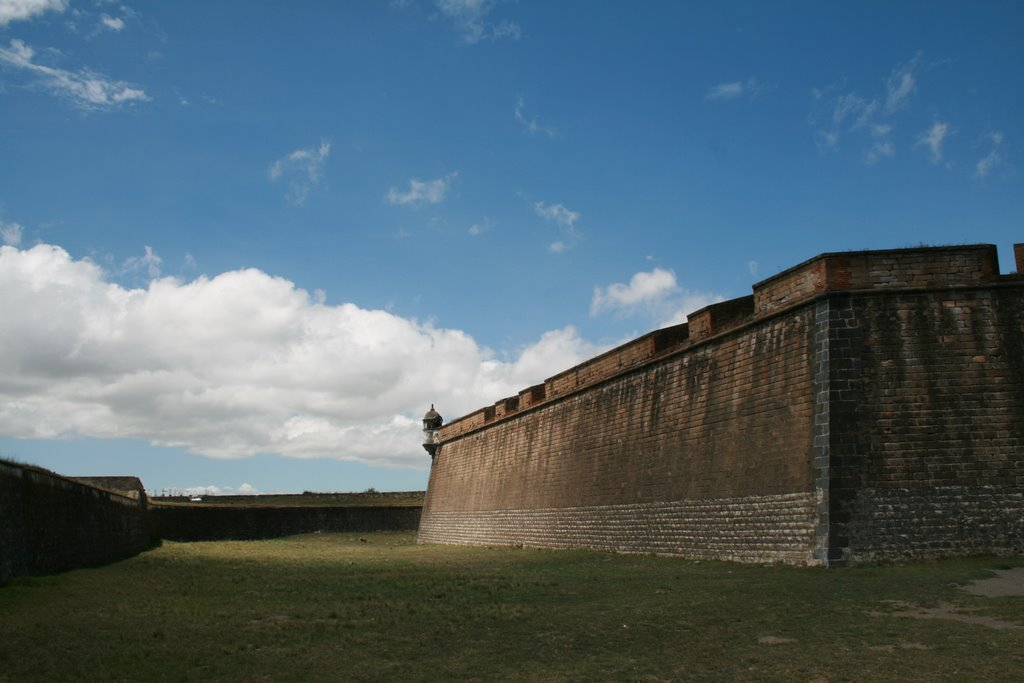
Festung San Carlos, 2008

Die Festung San Carlos ist eine Festung aus dem 18. Jahrhundert in Perote, Bundesstaat Veracruz, Mexiko. Sie wurde von 1770 bis 1776 von Manuel de Santisteban erbaut. Sie schützte die Verbindung der Hauptstadt Mexiko-Stadt nach Veracruz, dem wichtigsten Hafen Mexikos an der Atlantikküste.
Zu den Gefangenen in der Festung zählten im 19. Jahrhundert unter anderem Teilnehmer der Santa-Fe-Expedition.
Von 1949 bis März 2007 diente die Anlage als Staatsgefängnis.